# NGC 68
NGC 68 és una galàxia lenticular localitzada a la constel·lació d'Andròmeda, membre central del grup NGC 68. La galàxia va ser descoberta l'11 de setembre de 1784 per William Herschel, qui va observar al grup NGC 68 com un sol objecte i el va descriure com "extremadament feble, gran, 3 ó 4 estels més nebulositat". Com a tal, la seva ubicació reportada és entre NGC 68, NGC 70 i NGC 71. No obstant això, quan Dreyer va observar les galàxies per agregar-les al catàleg de NGC, va poder dir que l'única galàxia observada per Herschel era en realitat 3 galàxies adjacents, i les van catalogar com NGC 68, NGC 70 i NGC 71.